# 1840 en droit
Cet article présente les faits marquants de l'année 1840 en droit.

## Événements
- 23 juillet : publication de l'Acte d'Union[1],[2], loi adoptée par le Parlement du Royaume-Uni en juin 1840 portant sur l'organisation de sa colonie canadienne.

## Décès
- 28 mars : Anton Friedrich Justus Thibaut, juriste allemand et historien du droit (° 4 janvier 1772).
- 13 mai : Hendrik Ludolf Wichers, juriste, haut fonctionnaire et homme politique néerlandais (° 10 février 1747).
- 10 juin : Alexandre François Laurent Lepoitevin, magistrat français, président de chambre à la cour d'appel de la Seine, pair de France (° 10 août 1745).